# Bolbocerosoma quadricornum
Bolbocerosoma quadricornum is een keversoort uit de familie cognackevers (Bolboceratidae). De wetenschappelijke naam van de soort werd in 1941 gepubliceerd door Mark Packard Mills Robinson.